# Crescencio Cuéllar
Crescencio Cuéllar Tainta (Pamplona, 2 de enero de 1970) es un exfutbolista español que se desempeñaba como delantero. Es el hermano del también futbolista David Cuéllar. El 23 de septiembre de 1990 debutó en Primera División con el Athletic Club, en una derrota por 3 a 1 ante el Sporting de Gijón.

## Clubes
| Club            | País   | Año       |
| --------------- | ------ | --------- |
| Bilbao Athletic | España | 1989-1992 |
| Athletic Club   | España | 1990-1991 |
| S. D. Eibar     | España | 1992-1994 |
| C. P. Mérida    | España | 1994-1995 |
| C. D. Toledo    | España | 1995-1997 |
| C. D. Leganés   | España | 1997-1998 |
| S. D. Eibar     | España | 1998-1999 |
| Hércules C. F.  | España | 1999-2001 |
| Burgos C. F.    | España | 2001      |
| C. D. Mungia    | España | 2001      |
| C. D. Azkoyen   | España | 2002      |
| C. D. Santurtzi | España | 2002-2003 |